# Тифенбах (Хунсрик)
Тифенбах (њем. Tiefenbach) општина је у њемачкој савезној држави Рајна-Палатинат. Једно је од 134 општинска средишта округа Рајн-Хунсрик. Према процјени из 2010. у општини је живјело 783 становника. Посједује регионалну шифру (AGS) 7140150.

## Географски и демографски подаци
Тифенбах се налази у савезној држави Рајна-Палатинат у округу Рајн-Хунсрик. Општина се налази на надморској висини од 361 метра. Површина општине износи 5,8 km². У самом мјесту је, према процјени из 2010. године, живјело 783 становника. Просјечна густина становништва износи 135 становника/km².